# Simopteryx liodesaria
Simopteryx liodesaria là một loài bướm đêm trong họ Geometridae.